# Cnesmone philippinensis
Cnesmone philippinensis là một loài thực vật có hoa trong họ Đại kích. Loài này được (Merr.) Airy Shaw mô tả khoa học đầu tiên năm 1969.